# Gerard Labuda
Gerard Labuda   (Nowa Huta, Pomeranian Voivodeship, 28 de desembre de 1916 - Poznań, 1 d'octubre de 2010) va ser un historiador polonès els principals camps d'interès de la qual eren l'edat mitjana i els eslaus occidentals. Va néixer a Kashubia. Va viure i morir a Poznań, Polònia.

## Biografia
Labuda va néixer a Nowa Huta, Voivodat de Pomerània, Kartuzy, Polònia (abans de 1918 Neuhütte / Karthaus, Prússia Occidental / Partició prussiana de Polònia, Alemanya), en el si d'una família caixubi. Era fill de Stanislaw Labuda i Anastazja Baranowska. Des del 1950 va ser professor a la Universitat de Poznań; rector 1962 – 1965; des de 1951 membre de l'Acadèmia Polonesa d'Aprenentatge (PAU); president 1989 – 1994; des del 1964 membre de l'Acadèmia Polonesa de Ciències (PAN); vicepresident 1984 – 1989; del 1959 al 1961 director de l'Institut Occidental (Instytut Zachodni) de Poznań i membre de l'Acadèmia de Ciències de Nova York. Va ser enterrat a Luzino - Kashubia.
A partir del 1958 va editar el multivolum Słownik Starożytności Słowiańskich (Diccionari de les antiguitats eslaves) i va publicar fonts històriques. Autor de més de 30 llibres i prop de 2000 publicacions acadèmiques.
Guardonat amb la Gran Creu de l'Orde de Polònia Restituta (1996) i la màxima distinció polonesa Orde de l'Àliga Blanca (2010; a títol pòstum).
Premi de la Fundació Alfred Jurzykowski (EUA, 1983), Premi Herder (Àustria, 1991). Premis Estat de Polònia (1949, 1951, 1970).
Doctorat honoris causa per la Universitat de Gdańsk (1986), la Universitat Nicolas Copernicus (1993), la Universitat Jagiellonian (1995), la Universitat de Varsòvia (1997), la Universitat de Wrocław (1999) i la Universitat de Szczecin (2003).

## Obres
- Studia nad początkami państwa polskiego (Estudis del primer estat polonès), Cracòvia, 1946.
- Pierwsze państwo słowiańskie - państwo Samona (El primer estat eslau - Estat de Samon), Poznań 1949.
- Fragmenty dziejów Słowiańszczyzny Zachodniej (Fragments de la història de l'eslavitud occidental), vols. 1 – 2, –
- Polska granica zachodnia. Tysiąc lat dziejów politycznych (La frontera occidental de Polònia: mil anys d'història política), 1971.
- Pierwsze państwo polskie (El primer estat polonès), Cracòvia 1989.
- O Kaszubach, ich nazwie i ziemi zamieszkania (poble caixubi, el seu nom i terra), Gdynia 1991.
- Kaszubi i ich dzieje (caixubis i la seva història), 1996,ISBN 83-904950-9-0
- Św. Stanisław Biskup krakowski, patró Polski (Stanislas bisbe de Cracòvia, patró de Polònia), Poznań 2000.
- Mieszko I, Wrocław 2002.
- Słowiańszczyzna starożytna i wczesnośredniowieczna (L'esclavitud a l'antiguitat i la primera edat mitjana), 2003.
- Historia Kaszubów w dziejach Pomorza (La història dels caixubis a la història de Pomerània) t.1 Czasy średniowieczne (vol.1 Edat Mitjana), Gdańsk 2006.[3]